# Linea di successione al trono di Monaco

Lo stemma della monarchia monegasca

La linea di successione al trono di Monaco segue il criterio della successione agnatica (o semi-salica).

## Normativa
Le norme che la regolano sono gli articoli 10 e 11 della Costituzione monegasca, secondo le modifiche apportate dalla legge n. 1249 del 2 aprile 2002. Tali articoli contemplano anche il ricorso, in caso di bisogno, agli Statuti della Famiglia sovrana stabiliti per ordinanza sovrana.
Nel Principato di Monaco il figlio maggiore di sesso maschile del principe regnante eredita il trono, o la maggiore di sesso femminile in mancanza di eredi maschi. Nel caso in cui il principe regnante muoia senza prole, la successione passa attraverso i suoi fratelli e i loro discendenti legittimi utilizzando la stessa preferenza maschile. Se un potenziale successore muore o rinuncia, la linea di successione continua, passando comunque ai suoi discendenti.
Se queste regole non riescono lo stesso a identificare un erede, un consiglio di reggenza assume il potere fino a che il consiglio della Corona non sceglie un nuovo principe regnante fra i più lontani parenti di Casa Grimaldi. Solo le persone di nazionalità monegasca sono ammissibili alla successione.
I figli dei reali non sposati non sono ammissibili alla successione, a meno che i loro diritti alla linea di successione al trono non vengano legittimati con un matrimonio postumo, come nei casi di Louis (1992) e Pauline Ducruet (1994), figli di Stéphanie di Monaco e Daniel Ducruet, sposati con rito civile a Monaco il 1º luglio 1995, o di Balthazar Rassam (2018), figlio di Charlotte Casiraghi e Dimitri Rassam, sposati il 1º giugno 2019 con rito civile a Monaco.

## Linea di successione
La linea di successione del Principato di Monaco è la seguente:
- Sua altezza serenissima il principe Ranieri III di Monaco (1923-2005)
  -  Sua altezza serenissima il principe Alberto II di Monaco, nato nel 1958, figlio del principe Ranieri III e attuale sovrano del Principato di Monaco
    - 1. Sua altezza serenissima il principe ereditario Giacomo di Monaco, marchese di Baux, nato nel 2014, figlio del principe Alberto II
    - 2. Sua altezza serenissima la principessa Gabriella di Monaco, contessa di Carladès, nata nel 2014, figlia del principe Alberto II

  - 3. Sua altezza reale la principessa Carolina di Monaco, principessa di Hannover, nata nel 1957, figlia del principe Ranieri III e sorella del principe Alberto II
    - 4. Andrea Casiraghi, nato nel 1984, figlio della principessa Carolina
      - 5. Alexandre Casiraghi, nato nel 2013, figlio di Andrea
      - 6. Maximilian Casiraghi, nato nel 2018, figlio di Andrea
      - 7. India Casiraghi, nata nel 2015, figlia di Andrea

    - 8. Pierre Casiraghi, nato nel 1987, figlio della principessa Carolina
      - 9. Stefano Casiraghi, nato nel 2017, figlio di Pierre
      - 10. Francesco Casiraghi, nato nel 2018, figlio di Pierre

    - 11. Charlotte Casiraghi, nata nel 1986, figlia della principessa Carolina
      - 12. Balthazar Rassam, nato nel 2018, figlio di Charlotte

    - 13. Sua altezza reale la principessa Alexandra di Hannover, nata nel 1999, figlia della principessa Carolina

  - 14. Sua altezza serenissima la principessa Stéphanie di Monaco, nata nel 1965, figlia del principe Ranieri III e sorella del principe Alberto II
    - 15. Louis Ducruet, nato nel 1992, figlio della principessa Stéphanie
      - 16. Victoire Ducruet, nata nel 2023, figlia di Louis
      - 17. Constance Ducruet, nata nel 2024, figlia di Louis

    - 18. Pauline Ducruet, nata nel 1994, figlia della principessa Stéphanie

Legenda:
- : simbolo di un sovrano precedente.
- : simbolo del sovrano regnante.